# Райко, Сергей Иванович
Сергей Иванович Райко (род. 2 февраля 1964, Стебник, Львовская область) — советский и украинский футболист, нападающий, полузащитник.

## Биография
Начинал заниматься футболом в Дрогобычской ДЮСШ, первый тренер Э. Т. Козинкевич. Позже перешел в футбольную школу львовского СКА. В 1981 году играл в команде КФК «Химик» Дрогобыч. 1982 год провёл в дубле команды первой лиги СКА «Карпаты». С 1983 года в течение полутора лет выступал за дубль «Динамо» Киев, в 1984 году перешёл в фактический фарм-клуб — команду второй лиги «Динамо» Ирпень. По ходу сезона 1986 года перешёл в клуб высшей лиги «Металлист» Харьков, где провёл три матча за дубль. С начала лета играл за команду КФК «Авангард» из Дрогобыч, с которой занял второе место в чемпионате Львовской области (в клубном зачёта), в начале 1987 года играл за клуб КФК «Кремень» Кременчуг.
Перед началом сезона-87 в командах мастеров перешёл в команду второй лиги «Таврия» Симферополь. В составе клуба стал полуфиналистом Кубка СССР 1986/1987 и победителем чемпионата УССР в рамках зонального турнира второй лиги. В 1988 году играл в первой лиге. Затем выступал во второй лиге за «Кремень» (1989) и «Ниву» Тернополь (1990—1991).
Играл в низших лигах Польши за команды «Окоцимский» Бжеско (1991/92 — 1993/94), «Сталь» Санок (1992/93), «Краковия» Краков (1995/96). На Украине выступал за команды второй лиги «Галичина» Дрогобыч (1994/95), высшей лиги «Нива» Винница (1997), любительского «Нефтяник» Борислав (1997).
В 1997—2007 годах — играющий тренер команды украинской диаспоры «Крылати» Йонкерс.